# EB 101E
Die zweiachsigen offenen Güterwagen nach Musterblatt 101E wurden ab 1883 von den Belgischen Staatsbahnen (Chemins de fer de l’État belge, abgekürzt EB, auch L’État belge) zum Transport von Koks und Zichorienwurzeln angeschafft.

## Geschichte
Zwischen 1883 und 1888 ließen die EB bei verschiedenen Wagenbauanstalten insgesamt 535 offene Güterwagen dieser Baureihe mit Bremserbühne bauen. Sie wurden zum Transport von Koks und Wurzelgemüse verwendet.
Alle Wagen wurden noch vor 1956 ausgemustert.
Die Wagenkasten waren bronzebraun gestrichen und hatten eine weiße Beschriftung.